# ویکی‌پدیای شاه مکهی پنجابی
ویکی‌پدیای پنجابی غربی نسخهٔ زبان شاه مکهی پنجابی (پنجابی غربی) وبگاه ویکی‌پدیا است.  ویکی‌پدیای زبان پنجابی غربی در ۱۹ اوت ۲۰۱۱، با بیش از ۱۹٬۷۰۰ مقاله، در ردهٔ هشتادودوم ویکی‌پدیاها قرار داشت. در ۲۷ ژوئن ۲۰۱۸، با بیش از ۴۶٬۵۰۰ مقاله، در رتبهٔ هشتادوهشتم قرار گرفت.